# Economia republicii San Marino
Economia republicii San Marino se bazează pe turism, comerț, agricultură, meșteșuguri și tipărituri de lux.
În ciuda faptului că San Marino nu este în Uniunea Europeană, moneda oficială este Euro.
O altă sursă de venit vine din vânzarea de monede și timbre.